# Trần Việt Hương
Trần Việt Hương (sinh ngày 13 tháng 10 năm 1998), là một VĐV bóng chuyền chơi ở vị trí Phụ công ở CLB Bộ tư lệnh Thông Tin. Việt Hương đã từng cùng đội tuyển trẻ Việt Nam chinh chiến ở nhiều giải đấu như U17 Châu Á, U19 Châu Á, U23 châu Á và gần nhất là Sea Games 31.

## Danh hiệu

### Câu lạc bộ
- [ Giải trẻ các clb toàn quốc] vô địch cùng clb Thông Tin Liên Việt Post Bank 2015.
- [ Giải trẻ các clb Thái Lan] á quân cùng clb Thông Tin Liên Việt Post Bank.
- [ Giải cup các clb trẻ] vô địch cùng clb Thông Tin Liên Việt Post Bank 2016.
- Giải vô địch bóng chuyền Việt Nam 2016 -  Á quân với Thông tin Liên Việt Post Bank
- Giải vô địch bóng chuyền Việt Nam 2017 -  Á quân với Thông tin Liên Việt Post Bank
- [Giải vô địch bóng chuyển Việt Nam] á quân với câu lạc bộ Thông Tin Liên Việt Post Bank 2018.
- [ Giải vô địch bóng chuyền Việt Nam] vô địch với câu lạc bộ Thông Tin Liên Việt Post Bank 2019.
- [ Giải vô địch bóng chuyền Việt Nam] vô địch với câu lạc bộ bóng chuyền Thông Tin Liên Việt Post Bank 2020.
- [Giải vô dịch bóng chuyền Việt Nam] vô địch với câu lạc bộ bóng chuyền Bộ tư lệnh thông tin - FLC 2021
- [Giải vô dịch bóng chuyền Việt Nam] hạng 4 với Câu lạc bộ bóng chuyền Bộ Tư lệnh Thông tin 2023

## Đội quốc gia

### U17
- Giải bóng chuyền nữ U17 châu Á năm 2012
- Giải bóng chuyền nữ U17 châu Á năm 2014

### U19
- HC Bạc Giải bóng chuyền trẻ vô địch Đông Nam Á 2016
- Hạng 4 Giải bóng chuyền nữ U19 châu Á 2016

### U23
- HC Đồng Giải bóng chuyền nữ U23 châu Á 2017
- HC Đồng Giải bóng chuyền nữ U23 châu Á 2019

### Đội tuyển quốc gia
- HC Bạc Sea Games 31